# Antônio Carlos Napoleão
Antônio Carlos Napoleão (Rio de Janeiro, 11 de dezembro de 1958) é um jornalista, escritor, pesquisador e historiador esportivo brasileiro.
Considerado o historiador oficial da CBF, ele é, desde 2008, gerente de Memória e Acervo da entidade.
Trabalhou no "Jornal do Commercio", "Jornal dos Sports", "Rádio Tupi" e "Rádio Viva Rio". Na TV, Napoleão participou do programa Clube do Coração, do canal SporTV, e fez participações eventuais, de 1997 a 2001, no programa "Debate Esportivo", da TVE Brasil.
Como historiador, Napoleão iniciou suas pesquisas sobre futebol em 1973 e daí em diante não parou mais, acumulando vários projetos sobre a memória de grandes clubes brasileiros. 

## Livros
- 1999 - O Brasil na Taça Libertadores da América (Copa Toyota Liberdadores) e no Mundial Interclubes (Copa Toyota)
- 2000 - Botafogo de Futebol e Regatas: história, conquistas e glórias no futebol[7] - Editora Mauad
- 2001 - Corinthians x Palmeiras: uma história de rivalidade[8]
- 2003 - Fluminense F.C. - Histórias, Glórias e Conquistas no Futebol (Editora Mauad)[9]
- 2004 - Seleção Brasileira, 90 anos – O livro oficial da CBF (com Roberto Assaf) - Editora Mauad
- 2006 - Seleção Brasileira (1914 - 2006) – O livro oficial da CBF (com Roberto Assaf) - Editora Mauad
- 2010 - Brasil de Todas as Copas (1930-2006)[10]
- 2012 - Chile 1962 - 50 anos[2]